# Hoya de Baza

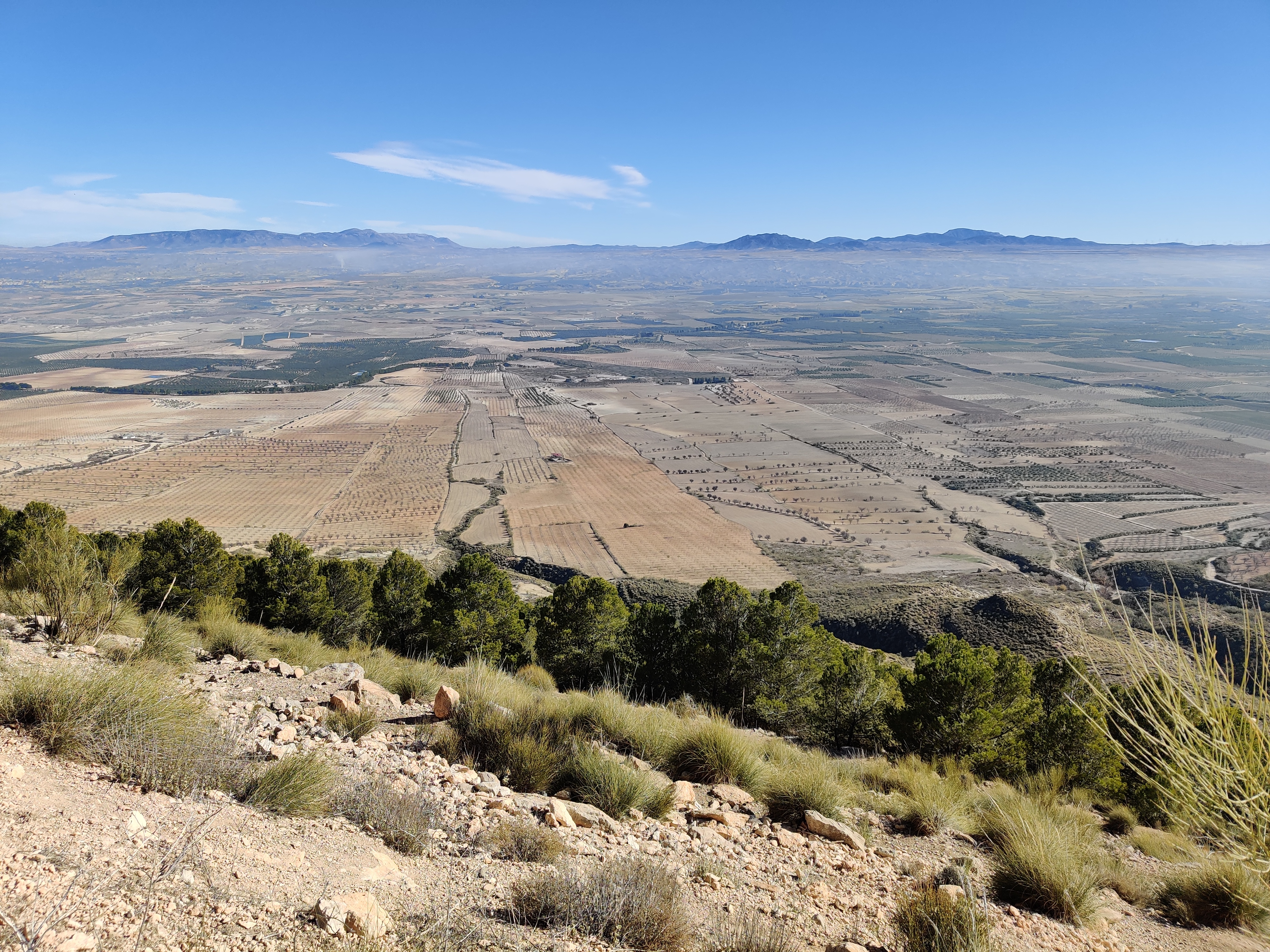
Vista de la Hoya de Baza desde la ladera oriental del Cerro Jabalcón.

La Hoya de Baza es una depresión de la zona norte de la provincia de Granada (España), encajonada en los Sistemas Béticos. 
La Hoya de Baza forma parte de las altiplanicies granadinas que forman a su vez parte de la alineación de depresiones que ocupan el Surco Intrabético (Hoya de Ronda, Hoya de Antequera, Depresión de Granada, Hoya de Guadix y Hoya de Huéscar). 
Presenta un relieve tabular, aparentemente llano, pero cortado por una densa red hidrográfica que forma una maraña de cárcavas y barrancos conocida como tierras baldías.
Al margen de las fértiles vegas y las demás zonas de labor, está ocupada por la estepa, formación arbustiva propia de zonas frías.

## Geología
Se formó gracias a la fase de plegamiento alpino, ocurrida durante la Era terciaria. En su momento fue un gran lago que se rellenó de materiales terciarios y cuaternarios. Formaba parte de la cuenca marina mediterránea, unida con el mar a través del corredor del Almanzora. Después, se vio sometida al empuje de las placas tectónicas africana y euroasiática, elevándose hasta convertirse en un lago endorreico.
En el sector central de la depresión desde los pies del Jabalcón hasta las llanuras al norte de Orce se pueden observar unas rocas de colores blanco-amarillentos. Están dispuestas en bancos horizontales y en días soleados dan pequeños destellos. Son calizas, margocalizas, arcillas y yesos de edad comprendida entre el Plioceno y el Cuaternario (entre los 5.3 y 0.01 m.a.) y se depositaron en un lago que ocupaba durante ese período la mayor parte de la depresión. 
Este lago se formó fundamentalmente por la acción de la falla de Baza, falla que desde Caniles pasa por Baza y el este del Jabalcón. La falla invadió el lado oriental desde el Mioceno superior (Tortoniense, 11.2 a 7.1 m.a.) a la actualidad. A la vez elevó la Sierra de Baza. El hundimiento supera los 2.000 m. La depresión  de Baza estaba conectada con la de Guadix y formaban un único sistema con una red de drenaje endorreico que llevaba el agua hacia el lago central de la depresión de Baza. Las diferentes etapas de mayor o menor desecación permitían que se depositaran o las calizas y margocalizas (en momentos de un elevado aporte de agua) o los yesos cuando el lago se evaporaba. Los depósitos asociados a este lago y a los ríos que confluían  en el fueron llenando la cuenca hasta un nivel de colmatación que se situaba a unos 1000 m de altitud. En la actualidad el sistema de drenaje descrito (endorreico) ha desaparecido  y en su lugar se encuentra una red de ríos que vierten sus aguas al mar (exorreica). Concretamente son ríos que confluyen en el Guadiana Menor que lleva sus aguas hasta el Guadalquivir y el Atlántico. La red que forman estos ríos está encajada 500 metros bajo el nivel de colmatación que aún se percibe como una superficie horizontal a unos 1000 metros de altura en el paisaje. El paso de un sistema de drenaje a otro lo produjo entre los 100.000 y los 17.000 años la erosión del Guadiana Menor, que llegó a capturar la red de drenaje antigua.
Los niveles lacustres están muy relacionados con los yacimientos de vertebrados de Orce. Los niveles de yesos corresponden a los episodios de desecación del lago; pueden ser masivos o bien proceder 
de acumulaciones de cristales de yesos con forma de punta de flecha que son los que emiten destellos al reflejar los planos de exfoliación de los cristales la luz del sol.
En esta zona se encuentran dos fallas importantes como son la de Baza y la de Galera, un estudio científico estimó tasas de deslizamiento de ambas fallas que oscilan entre 0,3 ± 0,3 mm/año y 1,3 ± 0,4 mm/año. Para la falla Galera se ha cuantificado la tasa de deslizamiento como 0,5 ± 0,3 mm/año. Este estudio de geodesia espacial muestra una discrepancia para la Falla de Baza entre las tasas de deslizamiento a corto plazo y las tasas a largo plazo. Esta discrepancia indica que la falla podría encontrarse actualmente en un período con una tasa de desplazamiento superior a la media del ciclo sísmico de magnitud 6. Además, los vectores de velocidad muestran la importancia tectónica regional de la Falla de Baza, ya que esta estructura alberga un tercio de la extensión regional de la Cordillera Bética Central. El estudio indica que las fallas de Baza y Galera son cinemáticamente coherentes y dividen la subcuenca de Baza en dos bloques tectónicos. Esto apunta a un probable vínculo físico entre las fallas de Baza y Galera; por tanto, se debe considerar una posible ruptura compleja que involucre ambas fallas y que podría afectar a la zona 
Situada a una altitud de unos 1000 m s. n. m., está rodeada por un imponente cinturón montañoso formado por una serie de sierras que a menudo superan los 2.000 m de altitud: Sierra de Baza, La Sagra, Cazorla, Orce y Las Estancias. El Cerro Jabalcón la separa de la Hoya de Guadix.